# Igor Radivilov
Igor Vitaliyovich Radivilov(em ucraniano: Ігор Віталійович Радівілов; nascido em 19 de outubro de 1992) é um ginasta ucraniano. Embora compita em todos os aparelhos, ele é mais conhecido como especialista no salto e nas argolas.

## Vida pessoal
Radivilov nasceu em 19 de outubro de 1992 em Mariupol, leste da Ucrânia. Em 4 de setembro de 2016, ele se casou com a ginasta ucrâniana Angelina Kysla.

## Carreira
Radivilov ganhou medalha de prata no salto no Campeonato Europeu de Ginástica Artística de 2012 em Montpellier, França. Ele competiu pela equipe nacional nos Jogos Olímpicos de Verão de 2012 e ganhou uma medalha de bronze no salto com uma pontuação de 16.316. Ele também terminou em 4º lugar na final por equipes. A Ucrânia também se orgulha de Radivilov ser seu primeiro medalhista olímpico nascido na era pós-soviética.
Radivilov ganhou ouro nas argolas no Campeonato Europeu de Ginástica Artística de 2013.
Nos Jogos Olímpicos de Verão de 2016 no Rio de Janeiro, Radivilov estreou um novo salto na final do evento - uma pirueta dianteira tripla de mola manual - que teve a maior pontuação de dificuldade de 7,0. Embora ele tenha se sentado no pouso, seus pés tocaram o chão primeiro e, portanto, consideraram uma tentativa bem-sucedida quando uma pontuação foi dada, o que contribuiu posteriormente para a Federação Internacional de Ginástica nomear formalmente a habilidade em sua homenagem.